# Stefanie Bielmeier
Stefanie Bielmeier (* 1954 in Geislingen an der Steige) ist eine deutsche Schriftstellerin und Kunsthistorikerin.

## Leben
Sie verbrachte ihre Kindheit und Jugend in Salach, Gymnasialzeit in Göppingen. Nach dem Abitur am Freihof-Gymnasium Göppingen studierte sie von 1973 bis 1981 Kunstgeschichte, Germanistik, Romanistik und Geschichte an den Universitäten Tübingen, Perugia, Siena und München. 1981 promovierte sie im Fach Kunstgeschichte an der Ludwig-Maximilians-Universität in München mit der Arbeit „Gemalte Kunstgeschichte. Zu den Entwürfen des Peter von Cornelius für die Loggien der Alten Pinakothek“ bei den Professoren Hermann Bauer und Friedrich Piel. 
Anschließend übernahm sie die Redaktion, später die Chefredaktion der internationalen wissenschaftlichen Kunstzeitschrift Pantheon. 
Seit dem Studium veröffentlichte sie zahlreiche belletristische und wissenschaftliche Publikationen. In den letzten Jahren konzentriert sich Bielmeier auf ihre literarische und essayistische Tätigkeit. Bisher wurden drei Romane und eine Historiologie verlegt. 
Stefanie Bielmeier lebt in München, Paris und an der Algarve.

## Wissenschaftliche Publikationen (Auswahl)
- Johann Friedrich Böttger, in: Pantheon, Internationale Zeitschrift für Kunst, Jahrgang XL, Januar/Februar/März 1982, Seite 84
- Gemalte Kunstgeschichte. Zu den Entwürfen des Peter von Cornelius für die Loggien der Alten Pinakothek, Miscellanea Bavarica Monacensia, Dissertationen zur Bayerischen Landes- und Münchner Stadtgeschichte, herausgegeben von Karl Bosl und Richard Bauer, Heft 106, München 1983
- Degas – Mallarmé der Malerei, in: Pantheon, Internationale Jahreszeitschrift für Kunst, Jahrgang XLVI, 1988, Seite 175 bis 178
- Etwas Wichtiges fehlt. Zu Blochs Interpretation von Watteaus ‘Einschiffung nach Kythera’, in: Bloch-Almanach 8. Folge 1988. Herausgegeben vom Ernst-Bloch-Archiv der Stadtbibliothek Ludwigshafen, Seite 143 bis 148
- Rupprecht Geiger – Bild und Gestalt, in: Pantheon, Internationale Jahreszeitschrift für Kunst, Jahrgang XLVIII, 1990, Seite 181 bis 187
- Plastischer Erlebnisraum – Ernst Hermanns zum 80. Geburtstag, in: Pantheon, Internationale Jahreszeitschrift für Kunst, Jahrgang LII, 1994, Seite 172 bis 179
- Brote fliegen, Kerzen kriechen … Zum 100. Geburtstag René Magrittes, in: Pantheon, Internationale Jahreszeitschrift für Kunst, Jahrgang LVI, 1998, Seite 205 bis 207

## Belletristik
- Inszeniertes Leben, Roman, Heidelberg 2010, ISBN 978-3-934180-13-0
- Die Schriftstellerin, Roman, Heidelberg 2012, ISBN 978-3-934180-16-1
- Polymerisation, Roman, Heidelberg 2015, ISBN 978-3-934180-20-8

## Historiologie
- Otto von Freising – Crabnebel, Historiologie, Heidelberg 2024, ISBN 978-3-934180-23-9

| Personendaten    | Personendaten                                   |
| ---------------- | ----------------------------------------------- |
| NAME             | Bielmeier, Stefanie                             |
| KURZBESCHREIBUNG | deutsche Schriftstellerin und Kunsthistorikerin |
| GEBURTSDATUM     | 1954                                            |
| GEBURTSORT       | Geislingen an der Steige, Deutschland           |